# ネトラン
『ネトラン』は「にゅーあきば」刊のコンピュータ・インターネット関連情報誌。1999年9月29日にソフトバンクパブリッシング（現・ソフトバンククリエイティブ）が創刊した『ネットランナー』を前身とする。
2010年休刊。

## 概要
ネットランナーというタイトルはウィリアム・ギブスンの小説『あいどる』から来ている。ライターのばるぼらによれば、情報雑誌『東京ウォーカー』に倣い、先に「走っておいた」とも言われる。創刊当初はインターネットビジネスに関する事象を取り上げていたが雑誌の方向性が定まらず、度重なるリニューアルを繰り返していた。
記事は主にソフトウェアの基本的な使い方よりもそれを活用して何が出来るかを扱うもので、特にインターネットでの活用方法について丁寧に解説している。またインターネット上の流行に敏感に反応している。「悪用厳禁」であることを紙面に表示しながらも違法ツールの使用法など刺激的な内容を掲載していたが、2000年代中ごろでは幾分控えめな内容となった。
また、西村博之やちゆ12歳等を始めとする各種ウェブサイト運営者が記事を執筆している。2006年ごろから特集記事執筆は“tokix”・津田大介・芝田隆広・“lukewarm”・“バーチャル2ちゃんねらー裕子”と個人サイト運営者を中心に構成されていた。
2007年10月号で一旦休刊したが同年11月8日に「ネトラン」と名前を変え武本佳久編集長が設立した「にゅーあきば」に発行元を変更、旧スタッフの大半が同社へ移籍して“新創刊”された。独立新創刊（新装刊ではない）の経緯について、武本は「会社が目指す出版の方向性とネトランとしてやりたいこととのギャップが大きくなった」としている。
しかし社外広告が一切掲載されず、発行部数も『ネットランナー』時代に記録した20万部から5万部にまで落ち込むなど苦しい運営が続き、資金繰り悪化のため2010年1月号をもって休刊した。

## 沿革
- 1999年9月29日　「ネットランナー」創刊。
- 2002年7月号　先行者をプラスチックモデル化（「中華キャノン」という名称に変更されていた）し、付録にする。
- 2004年　8～10月号で、萌えフィギュア「ちゆ12歳」、「ビスケたん」、「ハバネロたん」を付録とする（「ネトヴィネ」シリーズ）。11月、ネット上で創作されたキャラクターやウェブサイト運営者等を元ネタとして使ったアニメDVD｢ねとらん者 THE MOVIE #1 ネットのすみでブログと叫ぶ｣を作成し販売（付録は「任意たん」フィギュア）。
- 2005年　ネットランナー新創刊4周年企画として「ねとらん者トレーディングフィギュア」を雑誌の付録とボックスで販売。8～9月号で「mixiたん」、「ふぉくす子」を造形化。
- 2006年
- 3月　個人サイトの記事やYouTubeの動画などを紹介する孫ニュースサイト形式のおたく系情報サイト「にゅーあきば．こむ」を運営開始。
  - 4月号　本誌のCD-ROM付録を廃止し「にゅーあきば.こむ」へ移行。
  - 11月号　各種個人サイト管理人に記事を執筆させる「100人編集長」を開始。
- 2007年
  - 4月 「株式会社にゅーあきば」設立。「にゅーあきば.こむの実験的なサービスを提供する」という「にゅーあきば.らぶ」を開設。
  - 6月号　100人編集長終了
  - 8月2日　「ブロードバンド普及に伴ってWebが発展しネットランナーが担ってきたWeb1.0時代の使命が終わったため」として、同年11月号で休刊することが発表された。
  - 10月6日　この日発売された11月号をもって名目上休刊。
  - 11月8日　株式会社にゅーあきばより「ネトラン」として新創刊。
- 2009年12月8日　この日発売された2010年1月号をもって休刊。巻末にて「資金繰り悪化のため」と説明されている[6]。
- 2010年
  - 1月　「すごもり ～休刊になった『ネトラン』ヘンシュッチョの家ナカ生活～」を運営開始。
  - 3月　「すごもり―」終了。
- 2011年
  - 7月　株式会社にゅーあきばが「あんどろいどスマート | AndroidSmart」を運営開始。

## 関連商品
- 『ねとらん者 THE MOVIE』 - 『ネットランナー』創刊5周年記念で製作されたOVA。